# Liljedal
Liljedal är en småort i Eds socken i Grums kommun i Värmland. Samhället ligger vid Vänern, strax norr om Säffle. 

## Historia
År 1781 flyttades glastillverkningen från Mässvik till Liljedal. Under den andra hälften av 1800-talet var Liljedals buteljglasbruk det största och mesta kända i Sverige med sina 150 glasblåsare. År 1896, fanns tre glashyttor, Gammelhyttan, Mellanhyttan och den största, Sibirienhyttan. Vid sekelskiftet 1900 fanns omkring 300 glasblåsare vid de tre hyttorna. I samband med detta började Liljedal att växa upp som ett samhälle. Arbetarbostäder byggdes, liksom en handelsbod. År 1900 byggdes en skola, och under denna tid var Liljedal som störst med ett hundratal byggnader inne i själva tätorten. År 1889 byggdes också det första missionshuset av frikyrkorörelsen.
Även om tillverkningen till större delen koncentrerades på buteljer och flaskor, så tillverkades även till exempel ljuskronor för kyrkor. År 1828 tillverkades omkring 300 000 flaskor vid de tre hyttorna och Liljedals glasbruk nådde positionen som Sveriges största buteljglasbruk vid årsskiftet 1828/29. Åren 1907–1908 låg Liljedals glasbruk på toppen av sin produktion med 13 000 000 buteljer. Sammanlagt har mer än 800 modeller av flaskor för vin, whisky, punsch, mineralvatten och mjölk tillverkats i Liljedal. 
1896 skedde en bolagssammanslagning med Surte glasbruk och när även glasblåsningen 1917 flyttades till Surte, lades Liljedals glasbruk ned. Sedan dess har samhället levt en undanskymd tillvaro. I dag finns här ett litet museum i hembygdsgården där man kan se en del av de buteljmodeller som tillverkades under glasbrukets glansdagar. Här finns också gamla fotografier och några av alla de gamla verktyg som användes vid tillverkningen. Av glasbruket finns i dag bara ruiner kvar. Man har rest en minnessten på platsen och i hembygdsgården finns också väggmålningar som beskriver en del av historien kring bruket. Liljedals storhetstid som Sveriges största tillverkare av flaskor och buteljer är vida känd. Några av de stora arbetarbostäderna finns fortfarande kvar och är än i dag bebodda.
Liljedals glasbruk har också stor del i bandyhistorien. Enligt somliga källor utgjorde bruket svensk bandys vagga genom de från Holland och Belgien invandrade glasblåsarna i slutet av 1800-talet. Bruket hade ett framgångsrikt bandylag under 1910-talet och det sägs att Liljedals bandykillar gett namn åt vad som länge kallades slottsbrobandyn. Laget blev Värmlands första distriktsmästare i bandy 1915. Samarbetet (och sedermera flytten till) Surte ledde också till ett uppsving för bandyn på denna ort, sedan värmländska glasbruksarbetare inflyttat från Liljedal 1911.

## Samhället
I Liljedal finns en gästhamn och en dansbana i anslutning till bryggorna.

## Galleri

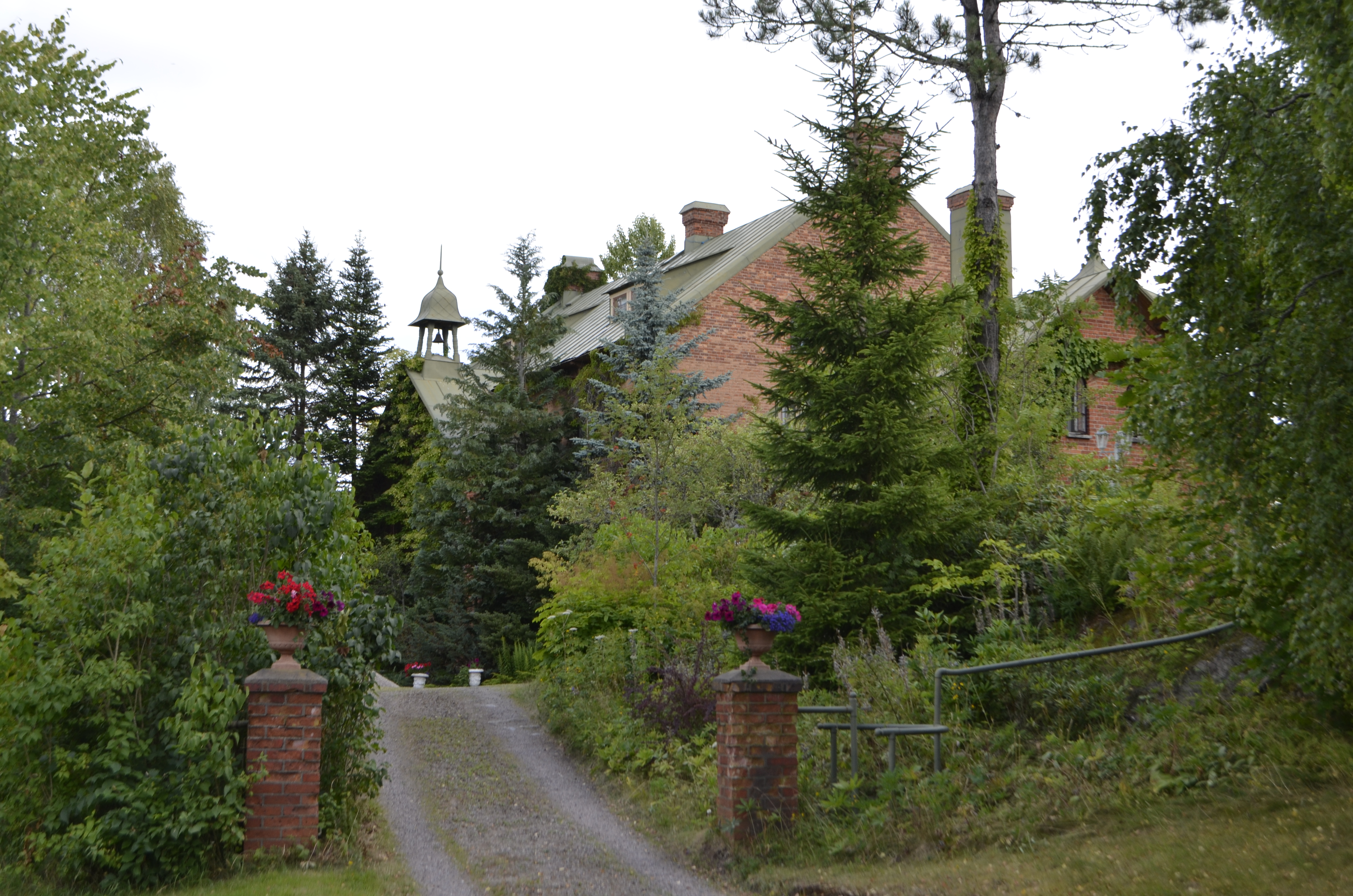
Gamla skolan 2017.
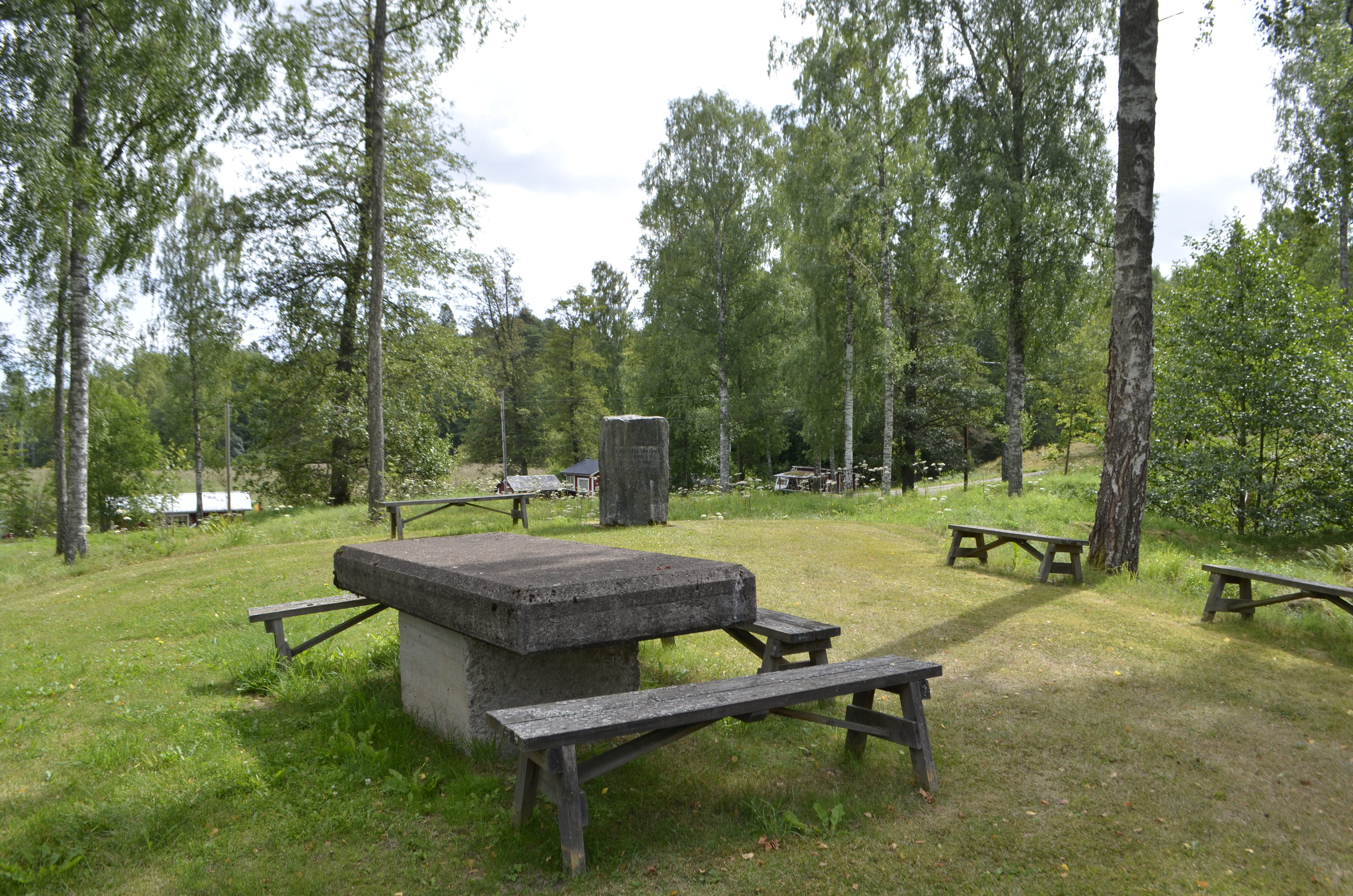
Minnesplats över Liljedals glasbruk, 2017.
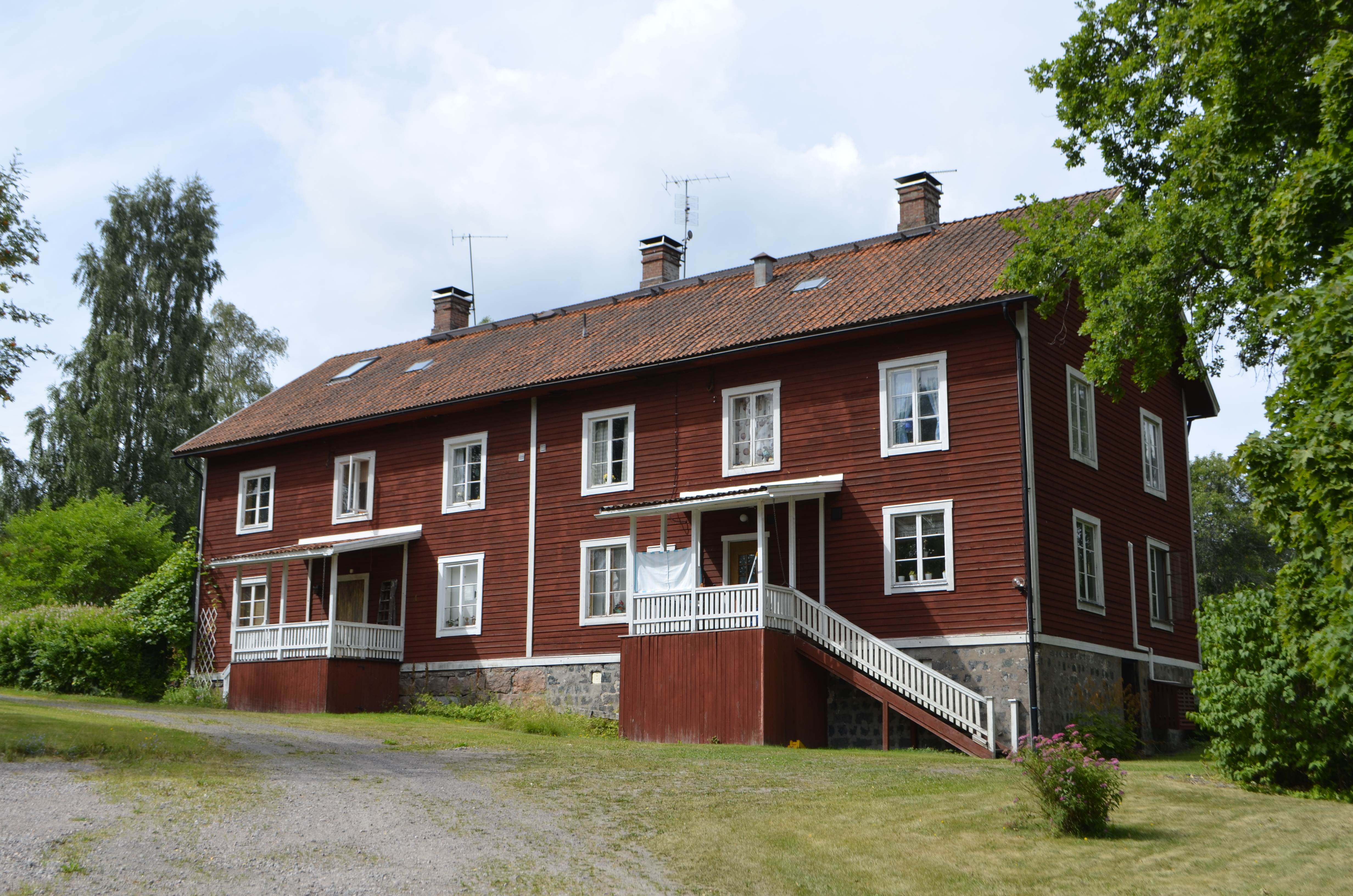
"Västra Karslund" 2017.

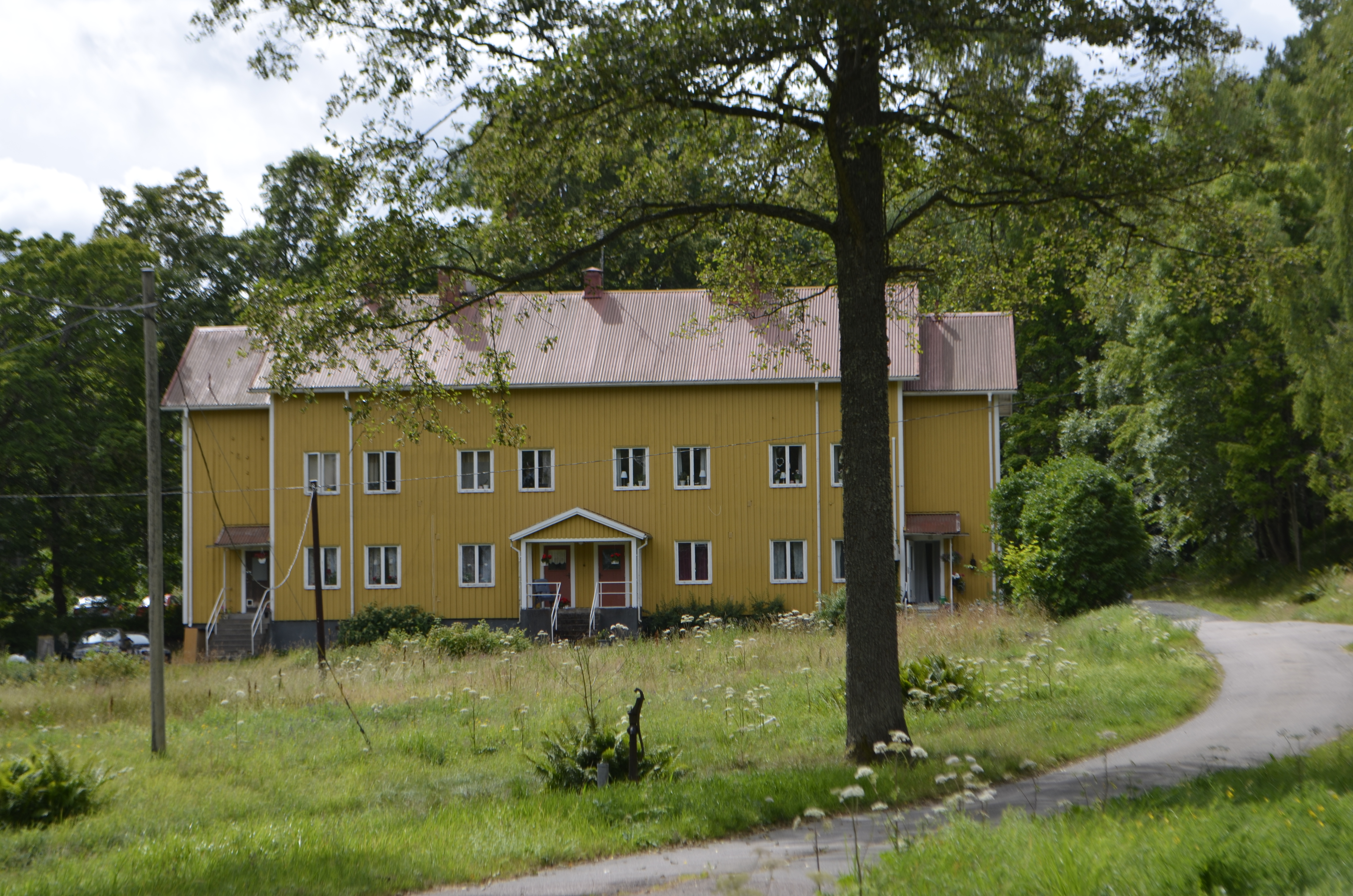
"Sibirien norra", 2017.
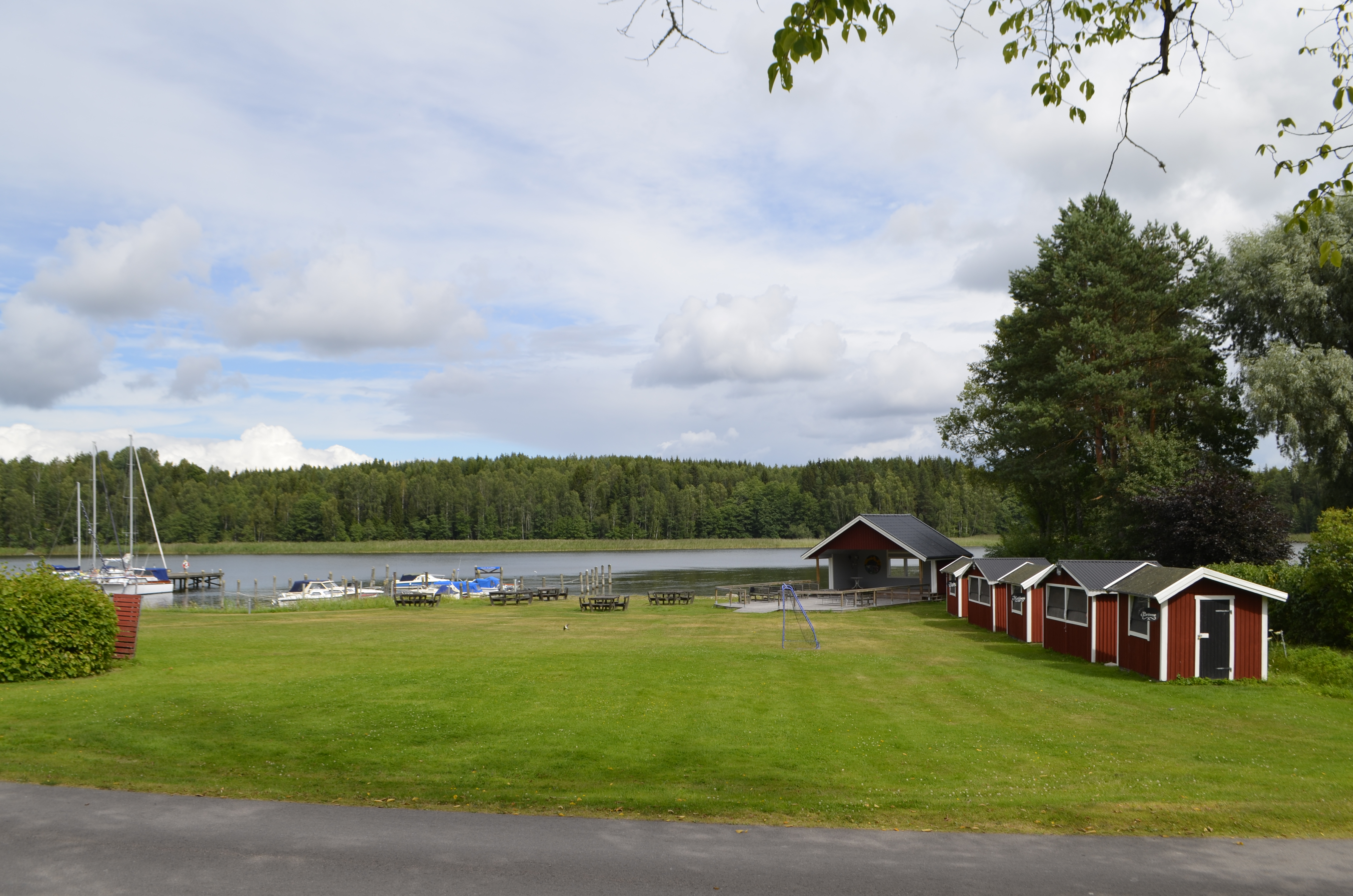
Dansbanan och småbåtshamnen, 2017.
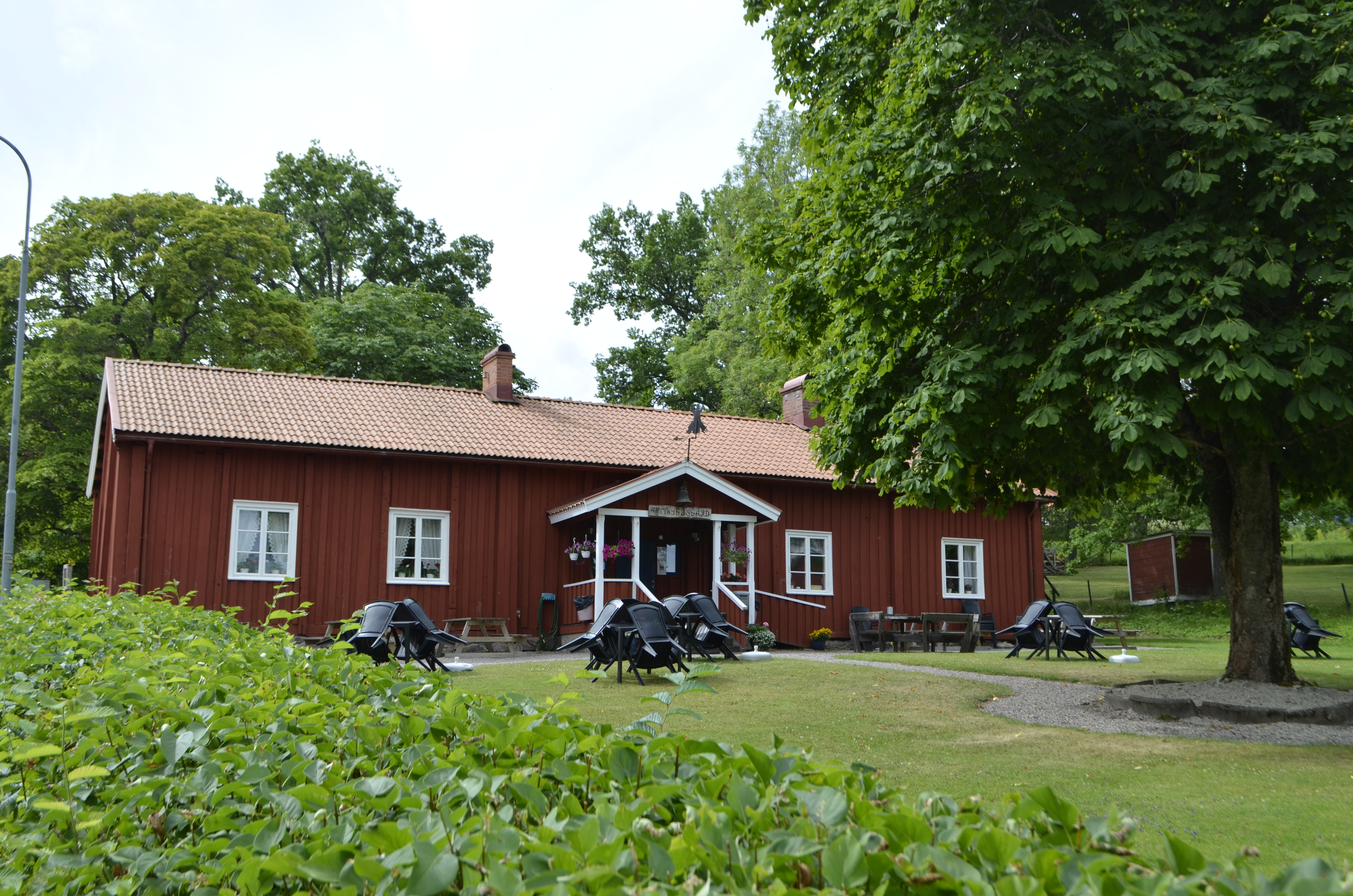
Liljedals hembygdgård "Mjöllösa", 2017.